# Лежачий полицейский

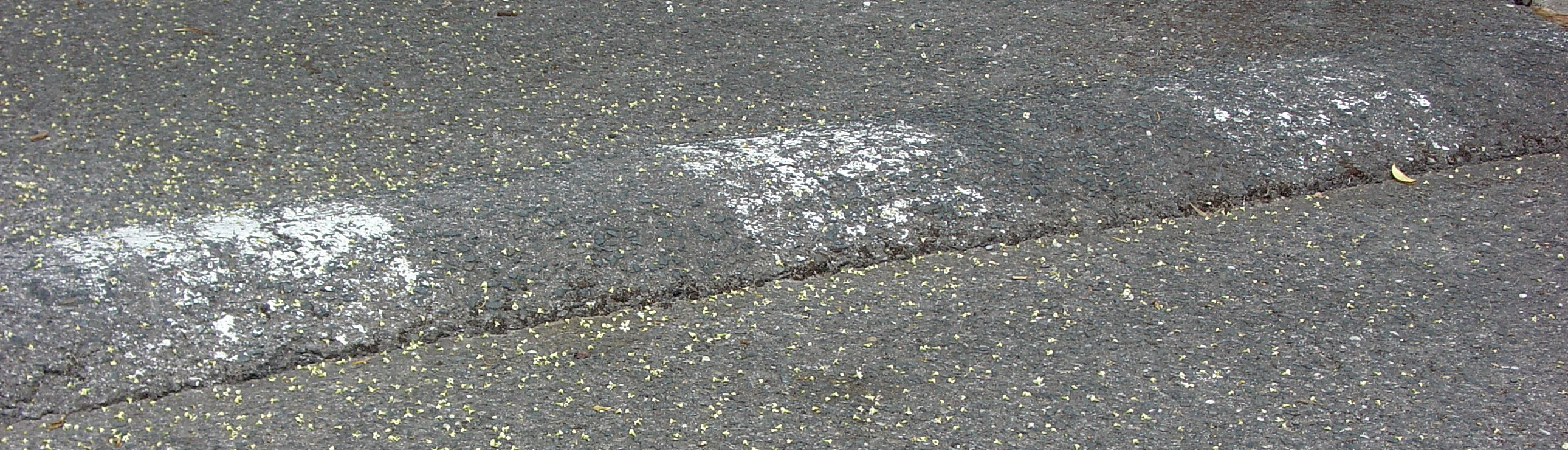
Лежачий полицейский из асфальта

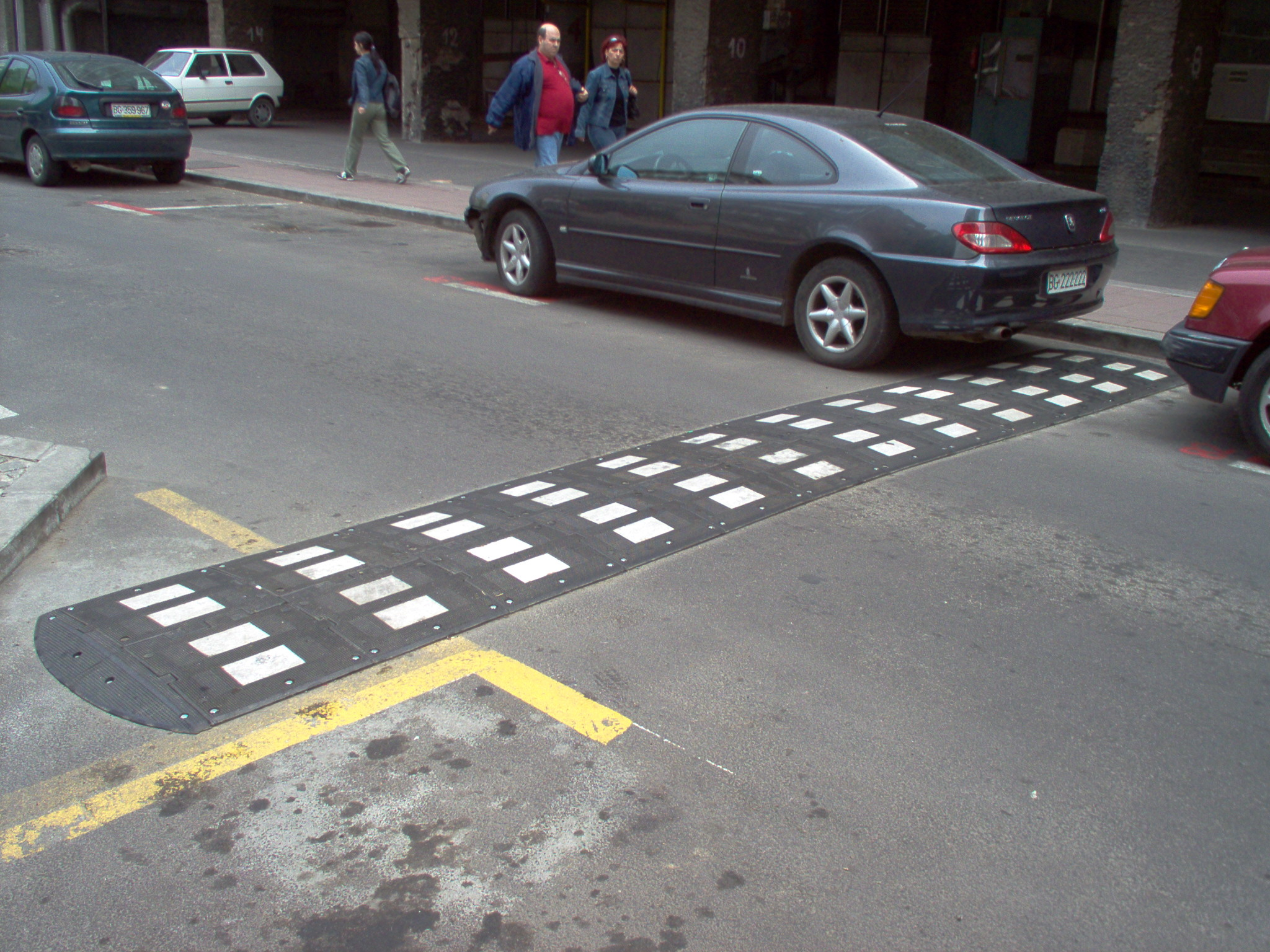
Лежачий полицейский из резины

Лежа́чий полице́йский — элемент принудительного снижения скорости транспортных средств, одна из мер успокоения дорожного движения. Термин пришёл из Англии и там называется «спящий полицейский» (англ. Sleeping policeman). Обычно представляют собой возвышение на проезжей части.

## История
Впервые искусственные дорожные неровности (ИДН) или «лежачие полицейские» стали применять в США в начале XX века для принудительного ограничения скорости движения автомобилей на опасных участках дорог.
В то время Соединенные Штаты переживали бурную и массовую автомобилизацию, и владельцы фермерских хозяйств, мимо которых проходили автомобильные дороги, были весьма озабочены сохранностью домашнего скота, который нередко оказывался под колесами проезжающих автомобилей.

## Изготовление и установка

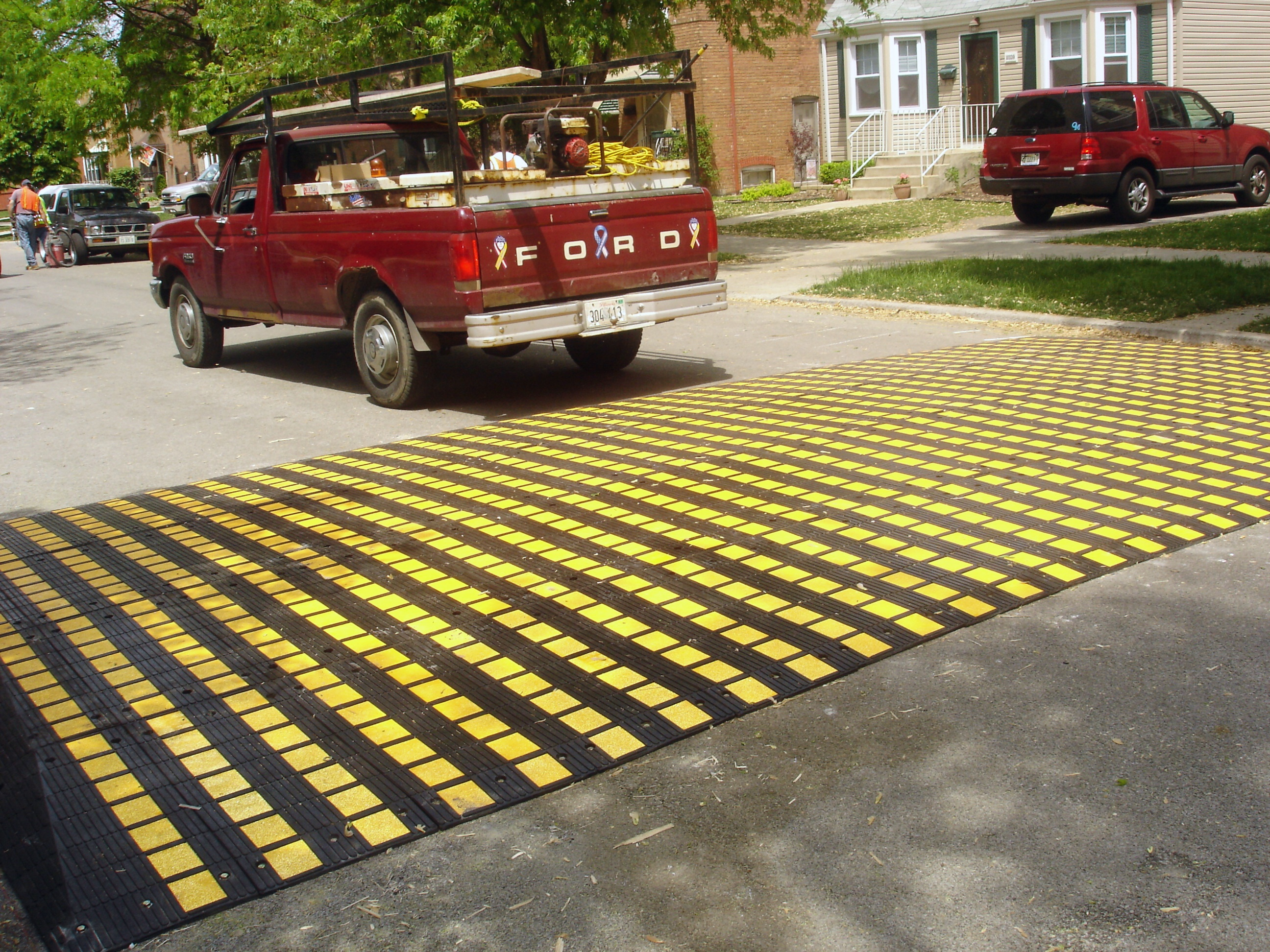
большая искусственная неровность Speed Hump (скоростной горб)

Чаще всего устанавливается в жилых зонах или возле пешеходных переходов, школ,  и т. п.
Принцип действия заключается в том, что при пересечении с высокой скоростью лежачего полицейского происходит сильное сотрясение подвески автомобиля. Такие сотрясения приводят к постепенному выходу из строя различных узлов транспортного средства: стоек, шаровых шарниров, ступичных подшипников, наконечников рулевых тяг и других. Чтобы не приближать срок ближайшего ремонта, водители вынуждены не превышать установленную скорость.
Лежачие полицейские иногда изготавливаются из использованных шин и пластиковых несущих конструкций.
Также современные версии могут быть оборудованы системой противообледенения. В зимнее время их рекомендуется демонтировать для эффективной работы снегоуборочной техники.

## Виды
Лежачие полицейские делятся на несколько видов. По типу материала, из которого изготовлены ИДН:
- полимерпесчаные;
- композитные;
- резиновые.

## Требования к искусственным неровностям в России

Знак 1.17, «Искусственная неровность» (РФ)

В России общие технические требования к искусственным неровностям для принудительного ограничения скорости движения транспортных средств и правила их применения регламентированы ГОСТ Р 52605-2006.

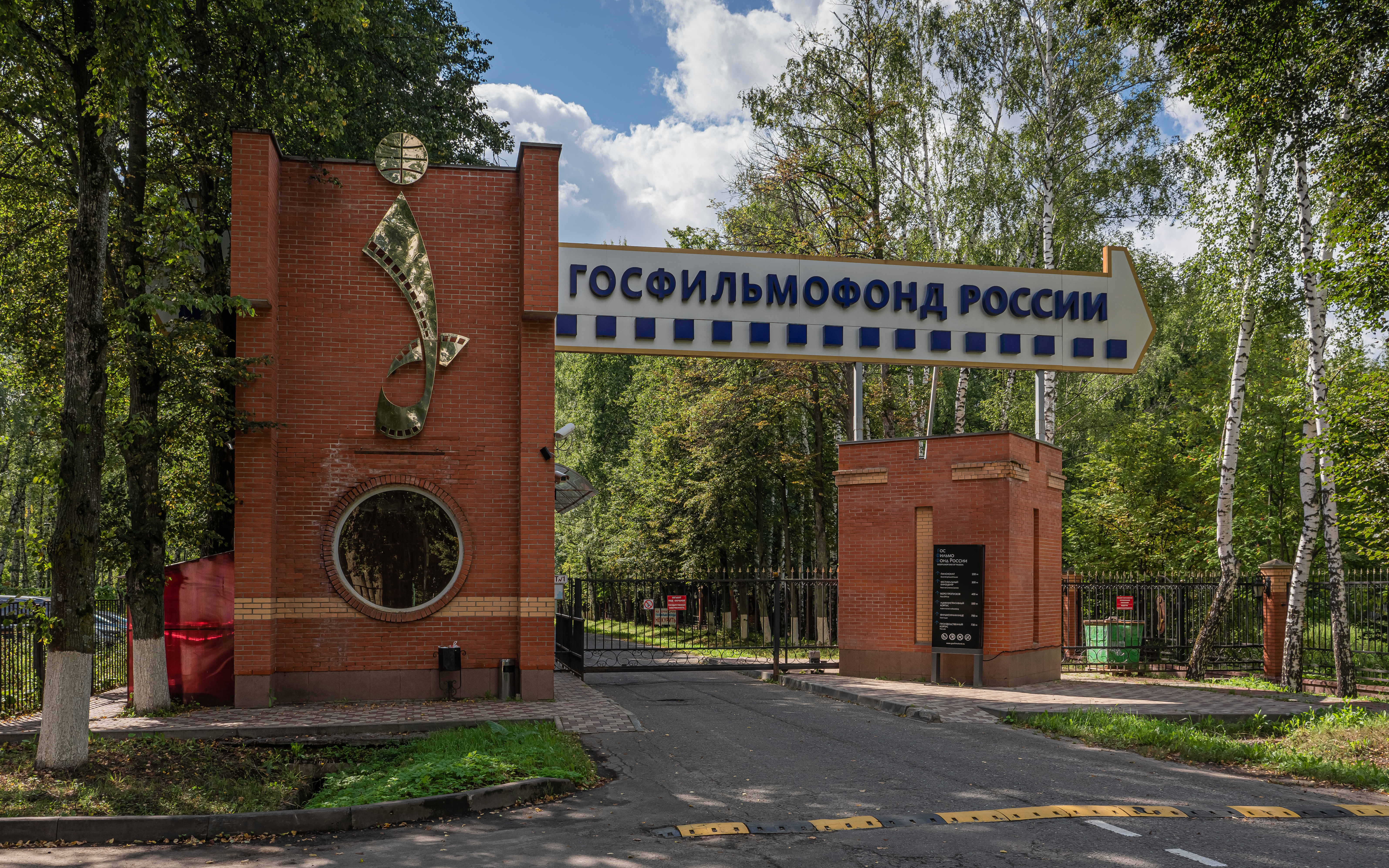
Московская область, лежачий полицейский

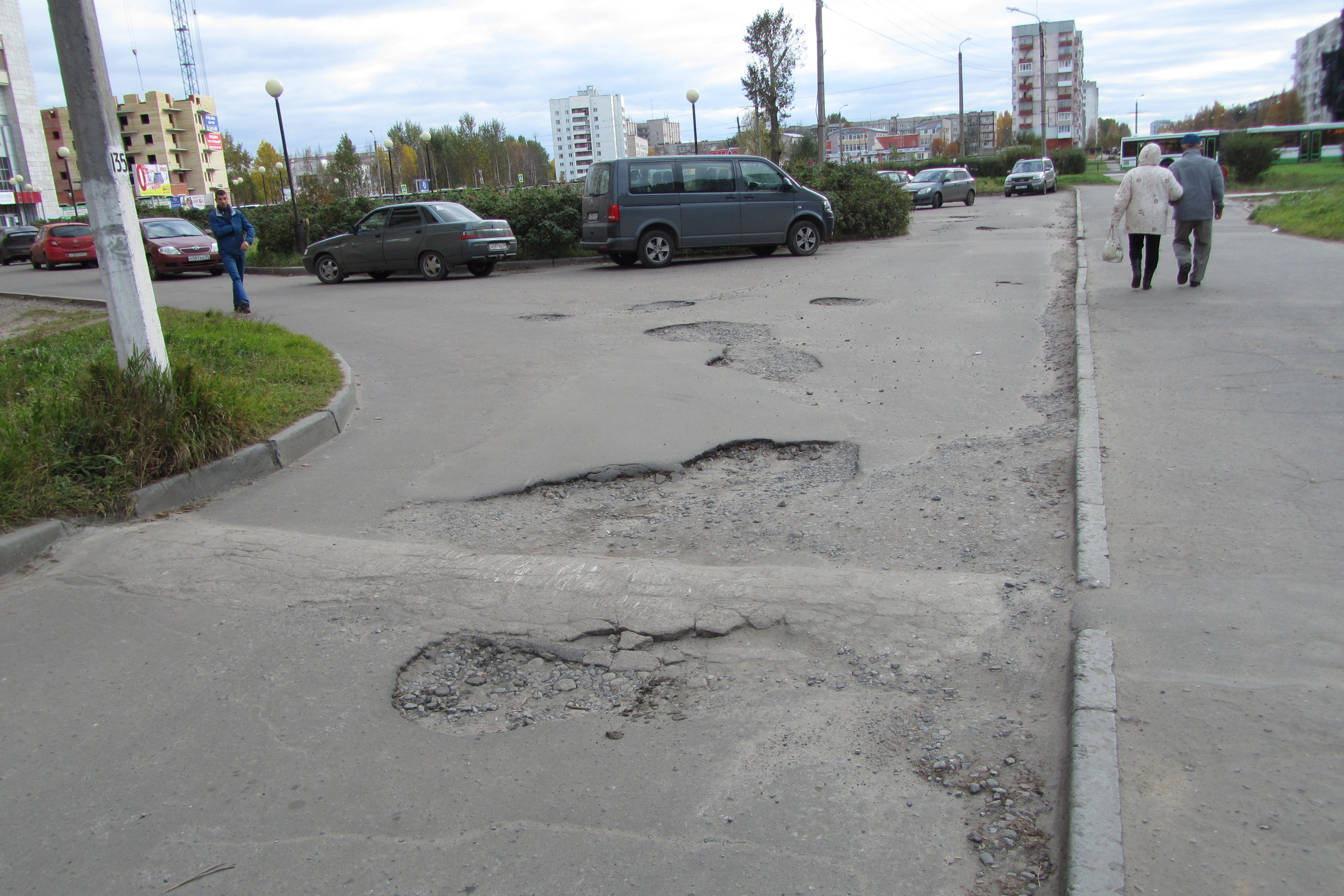
Россия. Лежачий полицейский между двух ям

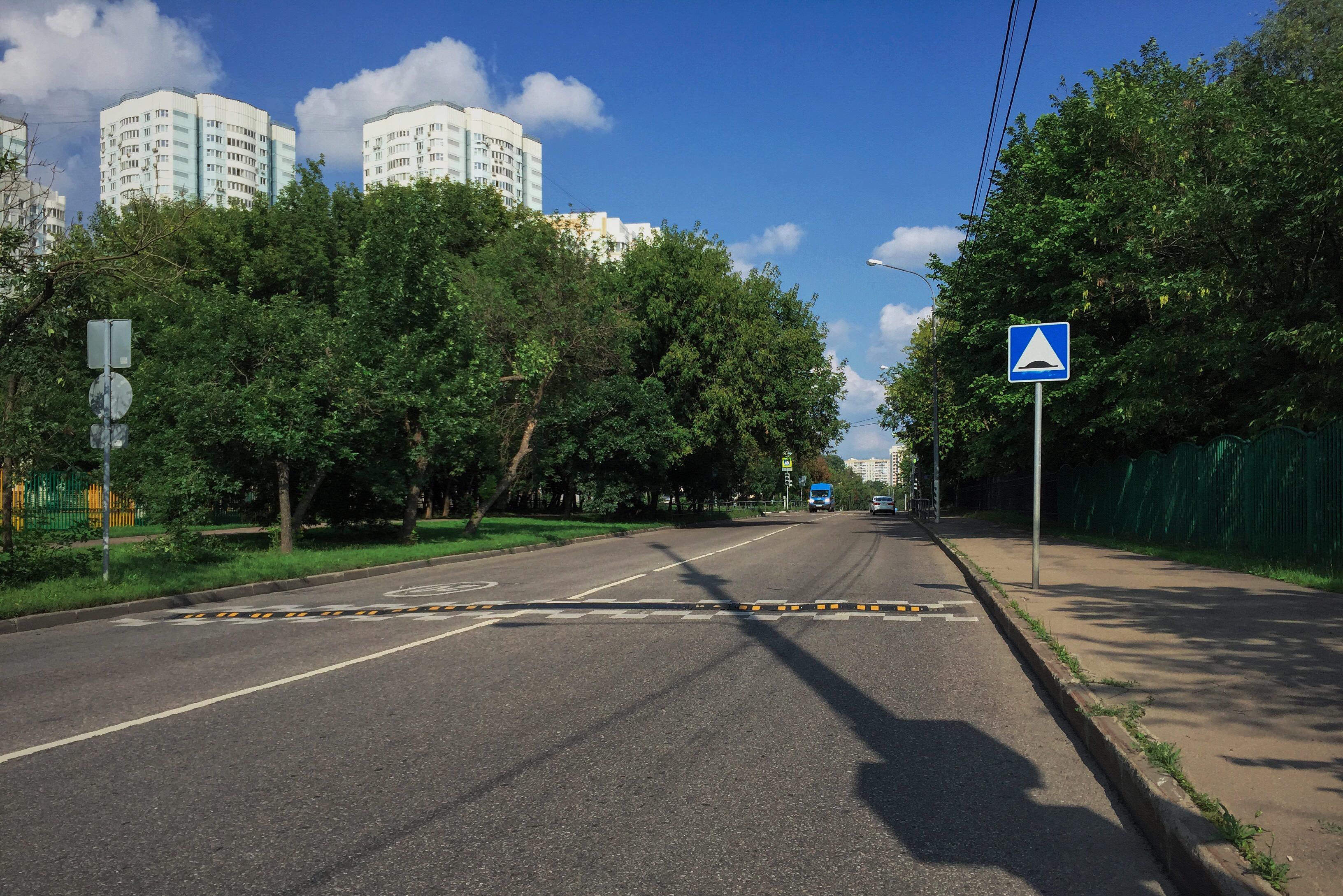
Лежачий полицейский возле школы в Москве

Габариты искусственной неровности зависят от максимальной разрешенной скорости движения. Стандартом предусмотрено нанесение разметки, установка знаков в соответствии с ГОСТ Р 52289, ГОСТ Р 52290 и ГОСТ Р 51256. Для обеспечения видимости в темное время суток на поверхность искусственной неровности должны быть нанесены световозвращающие элементы. Установка лежачих полицейских разрешена только на участках дорог с искусственным освещением и обеспеченным водоотводом с проезжей части дороги.
Многие имеющиеся на дорогах искусственные неровности не соответствуют требованиям ГОСТ и представляют опасность для автомобилей. Наиболее распространенные нарушения — отклонение от предписанных габаритов и отсутствие знаков и разметки.
Иногда вместо настоящих лежачих полицейских применяются 3D-рисунки на плоской поверхности, создающие визуальное ощущение наличия неровности. Встречаются в некоторых городах России. Как пояснил начальник управления ГИБДД по Нижегородской области Андрей Назаренко, есть надежда, что их применение уменьшит количество ДТП.
Замечание. Искусственная неровность объединяет такие понятия, как «лежащий полицейский», поперечные канавки на разделительной полосе и шероховатая поверхность полосы, примыкающей к обочине. Поэтому приравнивать искусственную неровность и «лежащий полицейский» не совсем корректно.

## В культуре
«Лежачие полицейские» играют ключевую роль в рассказе Виктора Пелевина «Некромент», опубликованном в сборнике «П5».